# Wienerfilharmonikernas nyårskonsert 2002

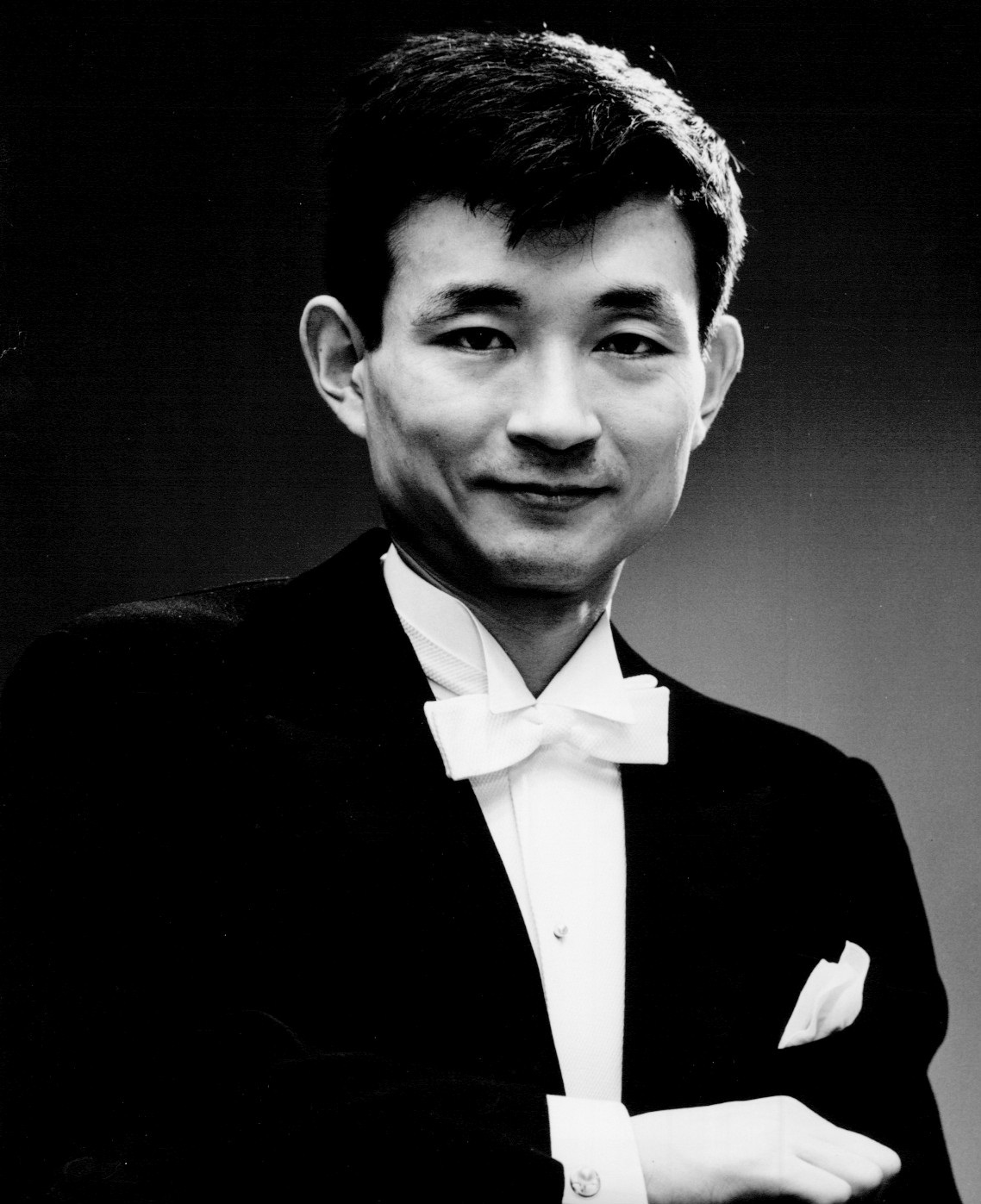
Seiji Ozawa 1963.

Wienerfilharmonikernas nyårskonsert 2002 räknas som den 62:a nyårskonserten från Wien och ägde rum den 1 januari 2002 i Wiens Musikverein. Dirigent var Seiji Ozawa.

## Historia
Strikt räknat var det Wienerfilharmonikernas 57:e nyårskonsert, eftersom det inte var förrän 1946 som namnet introducerades. Dessutom var det den 63:e Årsskifteskonserten, då det vid årsskiftet 1939/40 gavs en Außerordentliches Konzert (extraordinär konsert) av Wienerfilharmonikerna, som dock ägde rum på nyårsafton 1939. Från 1941 dirigerades nyårskonserten av Clemens Krauss, med undantag för åren 1946 och 1947 då Krauss förbjöds att dirigera på grund av sin närhet till nazistregimen och ersattes av Strausspecialisten Josef Krips.
Efter Clemens Krauss död 1955 följde Willi Boskovsky, konsertmästare i Wienerfilharmonikerna, som dirigerade konserten 25 gånger i rad. Från 1980 till 1986 följde sju konserter med dirigenten Lorin Maazel, som tjänstgjorde som chef för Wiener Staatsoper från 1982 till 1984. Därefter beslutade Wienerfilharmonikerna att bjuda in en ny dirigent varje år.
Som har varit fallet varje år sedan 1980 var blomsterdekorationerna en gåva från den italienska staden San Remo.

## Dirigenten
Seiji Ozawa dirigerade konserten utan dirigentpinne, vilket gav hans gester en stor omedelbarhet och direkthet. I oktober 2002 blev Seiji Ozawa musikchef för Wiener Staatsoper. Han har ofta varit gästdirigent där tidigare och har lett Wienerfilharmonikerna på turnéer och vid Festspelen i Salzburg. Samma år mottog han också det Österrikiska hederskorset för vetenskap och konst, första klass

## Program

### 1:a delen
- Johann Strauss den yngre: Živio!,  Marsch, op. 456*
- Johann Strauss den yngre: Carnevals-Botschafter, Walzer, op. 270
- Josef Strauss: Die Schwätzerin, Polka mazur, op. 144
- Johann Strauss den yngre: Künstlerleben, Vals, op. 316
- Johann Strauss den äldre: Beliebte Annen-Polka, op. 137
- Josef Strauss: Vorwärts! Polka schnell, op. 127

### 2:a delen
- Johann Strauss den yngre: Ouvertyren till Läderlappen
- Josef Strauss: Arm in Arm Polka mazur, op. 215
- Josef Strauss: Aquarellen Vals, op. 258
- Josef Strauss: Die Libelle Polka mazur, op. 204
- Josef Strauss: Plappermäulchen Polka schnell, op. 245
- Johann Strauss den yngre: Perpetuum Mobile, Musikalischer Scherz, op. 257
- Joseph Hellmesberger junior: Danse diabolique*
- Johann Strauss den yngre: Elisen-Polka, Polka française, op. 151*
- Johann Strauss den yngre: Wiener Blut, Vals, op. 354
- Johann Strauss den yngre: Tik-Tak-Polka, Polka schnell, op. 365

### Extranummer
- Josef Strauss: Im Fluge Polka schnell, op. 230
- Johann Strauss den yngre: An der schönen blauen Donau, Vals, op. 314
- Johann Strauss den äldre: Radetzkymarsch, op. 228

Verkförteckningen och verkens ordning finns på Wienerfilharmonikernas webbplats.
Verk markerade med * spelades för första gången vid en nyårskonsert.

## Pausfilm
För pausprogrammet filmade Gernot Friedel österrikiska floder, sjöar och glaciärer "Im Fluss der Jahreszeiten". Ernst Grissemann var återigen kommentator för konserten.

## TV-sändningar
Den andra delen av nyårskonserten sågs av 1 080 000 tittare i Österrike. Nyårskonserten 2002 var en samproduktion mellan ORF, ZDF och den japanska televisionen NHK. Den sändes i två delar och kunde ses i 48 länder på fem kontinenter.
För första gången sedan 1987 visades den Spanska ridskolan i direktsändningen. I samband med införandet av euron hade regissören Brian Large filmat en "maskindans" på Oesterreichische Nationalbank och det österrikiska myntverket. Platsen för An der schönen blauen Donau, traditionellt dansad live av Wiener Staatsopers balett och koreograferad av Vladimir Malakhov, var parlamentsbyggnaden.

## Inspelningar
En liveinspelning av konserten släpptes på CD och DVD.
Inspelningen av konserten var ett av de mest sålda albumen 2002 i Österrike.
I Japan släpptes den första begränsade CD-utgåvan den 19 januari 2002 och en fullständig inspelning släpptes den 27 mars 2002. Den totala försäljningen i Japan uppgick till 800 000 sålda exemplar.

## Weblänkar
- Wienerfilharmonikernas nyårskonsert 2002 på Youtube
- Neujahrskonzert 2002 mit Seiji Ozawa auf austriancharts.at
- Program för nyårskonserten 2002 på wienerphilharmoniker.at